# Swertia diluta
Swertia diluta är en gentianaväxtart som först beskrevs av Porphir Kiril Nicolai Stepanowitsch Turczaninow, och fick sitt nu gällande namn av George Bentham och Hook. f.. Swertia diluta ingår i släktet Swertia och familjen gentianaväxter. Inga underarter finns listade i Catalogue of Life.